# آغاز نگارش
آغاز نگارش دوره‌ای از زندگی انسان است که در آن انسان برای نخستین بار اقدام به نوشتن بر روی لوحه‌های گلی نمود.
نوشتار یکی از بزرگترین اختراعات تاریخ بشر است و شاید مهم‌ترین آن‌ها باشد. زیرا در نخستین گام ثبت تاریخ را امکان‌پذیر ساخته‌است. با این حال مهارتی است که بیشتر انسان‌ها فرایند یادگیری آن را نادیده می‌گیرند. اگر چه در مدرسه، نوشتن را بر اساس الفبا یا در کشور چین و ژاپن، با حروف و علائم چینی می‌آموزیم. اما به ندرت به آن فرایند ذهنی و فیزیکی فکر می‌کنیم که افکارمان را به صورت نمادهایی روی کاغذ یا صفحه مانیتور یا بایت‌های داده در سی دی تبدیل می‌کند؛ و تعداد اندکی از ما به نحوه یادگیری نوشتن می‌اندیشیم.
یک صفحه متن به یک زبان خارجی که برای ما کاملاً نامفهوم است، ماهیت این فرایند را یادآور می‌شود. یک نوشته منسوخ مانند هیروگلیف‌های مصری یا خط میخی خاورمیانه باستان برای ما چیزی چون اشکال بی‌معنی است. کاتبان باستان در ۴۰۰۰ یا ۵۰۰۰ سال قبل، به چه طریق نوشتن را اختراع کردند؟ چطور نمادها را جایگزین سخن یا افکار خود نمودند؟ ما چگونه این نمادها را پس از قرن‌ها سکوت رمزگشایی کرده یا سعی داریم معنی آن‌ها را دریابیم؟ آیا سیستم‌های نوشتار کنونی با نوشته‌های باستانی کاملاً تفاوت دارند؟ در مورد نوشته‌های چینی و ژاپنی چطور؟ آیا آن‌ها نیز مانند هیروگلیف‌های مصری هستند؟ آیا هیروگلیف بر الفبا مزیت دارد؟ کاتبان اولیه چه کسانی بودند و چگونه اطلاعات، عقاید و احساسات را ثبت می‌کردند؟
بین‌النهرین تمدن شرق است که در میان فرات و دجله موقعیت دارد و سرزمین که نخستین تشکل‌های بشری در آن به وجود آمد سپس این تشکل‌ها به نخستین دولت شهرهای تاریخی تبدیل شد تمدن بشری جهان تاریک باستان را منور ساخت.